# Сітни (річка)
Сітни — річка в Україні, у  Рахівському районі Закарпатської області. Ліва притока Чорної Тиси (басейн Дунаю).

## Опис
Довжина річки приблизно 7 км. Формується з багатьох безіменних струмків.

## Розташування
Бере початок на південно-західних схилах  гори Шешул. Тече переважно на південний захід через село Сітний і на південно-західній околиці Кваси впадає у річку Чорну Тису, праву притоку Тиси.